# Adriano Zamboni
Adriano Zamboni (Montorio Veronese, Verona, Vèneto, 22 de juny de 1933 - Verona, 13 de maig de 2005) va ser un ciclista italià, que fou professional entre 1955 i 1962. En el seu palmarès destaquen dues edicions de la Milà-Vignola, el 1958 i 1959, i una etapa del Giro d'Itàlia de 1961.

## Palmarès
- 1957
  - 1r a la Milà-Rapallo
- 1958
  - 1r al Giro del Vèneto
  - 1r a la Milà-Vignola
- 1959
  - 1r al Giro de Toscana
  - 1r a la Milà-Vignola
  - 1r al Trofeu Matteotti
- 1961
  - 1r al Giro dels Apenins
  - 1r al Giro de Romanya
  - Vencedor d'una etapa del Giro d'Itàlia

### Resultats al Giro d'Itàlia
- 1956. 34è de la classificació general
- 1957. 26è de la classificació general
- 1959. 12è de la classificació general
- 1960. 13è de la classificació general
- 1961. 39è de la classificació general. Vencedor d'una etapa
- 1962. Abandona

### Resultats al Tour de França
- 1961. 16è de la classificació general